# Leontocebus
 Leontocebus  ist eine Primatengattung aus der Familie der Krallenaffen. Die Gattung umfasst zehn Arten, die im westlichen Amazonasbecken leben. Das Verbreitungsgebiet liegt zwischen den Anden im Westen, dem Río Putumayo im Norden und Rio Madeira, Río Mamoré und Rio Guaporé im Osten und Süden. Zusammen mit der Gattung Saguinus bildet die Gattung Leontocebus die Gruppe der Tamarine, die aus insgesamt 24 Arten besteht.

## Merkmale
Leontocebus-Arten sind meist kleiner als die Tamarine der Gattung Saguinus; die Tiere erreichen Gewichte von 290 bis 480 g, während Saguinus-Arten zwischen 400 und 530 g schwer sind. Gesichtshaut, Nasenspiegel, Ohren und Genitalien der Leontocebus-Arten sind schwarz. Wangen und Kopfoberseite zeigen einen dichten, langen Haarwuchs, rund um das Maul ist das Haar weiß. Ausgewachsene Tiere haben keine auffälligen Vibrissen. Die Ohren sind nur spärlich behaart, werden nicht von Haarbüscheln verborgen und sind deshalb gut sichtbar. Die Färbung des in den meisten Fällen gescheckten oder marmorierten Rückens ist meist deutlich von der Schulterfärbung verschieden. Abgesehen von der Basis ist der Schwanz häufig einheitlich dunkel gefärbt und niemals gemustert.

## Lebensweise
Leontocebus-Arten unterscheiden sich von den Saguinus-Arten auch in Bezug auf ihren Lebensraum, ihrer Fortbewegung und der Nahrungssuche. Sie leben eher in der Schicht der niedrigen Bäume und in Sträuchern und bewegen sich oft springend zwischen mehr oder weniger vertikal stehenden Ästen, während die Saguinus-Arten in höheren Baumregionen leben und mehr auf allen Vieren auf eher waagerecht orientierten Ästen laufen und rennen. Die Leontocebus-Arten suchen vor allem tierische Beute, die versteckt in Astlöchern, Spalten in Baumrinden oder in den Trichtern von Bromelien lebt. Dazu sind ihre Hände länger und schmaler als die der Saguinus-Arten. Letztere ernähren sich eher von relativ auffälligen Gliedertieren, die sie im Blattwerk fangen. Da die Leontocebus-Arten und die im gleichen Verbreitungsgebiet sympatrisch vorkommenden Saguinus-Arten der mystax-Gruppe unterschiedliche ökologische Nischen besetzen, können sie in assoziierten, sich nah beieinander bewegenden Gruppen auftreten, ohne unmittelbar miteinander um die Nahrung zu konkurrieren.

## Arten
- Cruz-Lima-Braunrückentamarin (Leontocebus cruzlimai)
- Braunrückentamarin (Leontocebus fuscicollis)
  - Avila-Pires-Tamarin (Leontocebus fuscicollis avilapiresi)
  - Mura-Braunrückentamarin (L. fuscicollis mura)
- Brauner Sattelrückentamarin (Leontocebus fuscus)
- Schwarzkopftamarin (Leontocebus illigeri)
- Rotschultertamarin (Leontocebus lagonotus)
- Anden-Sattelrückentamarin (Leontocebus leucogenys)
- Schwarzrückentamarin (Leontocebus nigricollis)
  - Rio-Napo-Tamarin (Leontocebus nigricollis graellsi)
- Schwarzstirntamarin (Leontocebus nigrifrons)
- Goldmanteltamarin (Leontocebus tripartitus)
- Schwarzmanteltamarin (Leontocebus weddelli)
  - Weißmanteltamarin (Leontocebus weddelli melanoleucus)

## Systematik
Alle zehn Leontocebus-Arten gehörten bis April 2016 zur Gattung Saguinus, Leontocebus cruzlimai als Unterart des Braunrückentamarins (S. fuscicollis), und bildeten dort die nigricollis-Artengruppe, die allen anderen Saguinus-Arten als basale Schwestergruppe gegenüberstand. Da sich die Linie, die zur nigricollis-Gruppe führte, von den anderen Saguinus-Gruppen schon vor etwa 11 bis 8 Millionen Jahren trennte, die Tiere sich zudem ökologisch von den anderen Saguinus-Gruppen unterscheiden und sympatrisch mit Tamarinen der mystax-Gruppe auftreten, wurde sie im April 2016 einer eigenständigen Gattung zugeordnet. Als Gattungsname wurde Leontocebus gewählt. Die Gattung Leontocebus wurde 1839 durch den deutschen Zoologen Johann Andreas Wagner eingeführt.